# 米山香織
米山 香織（よねやま かおり、1981年2月26日 - ）は、日本の女子プロレスラー。

## 所属
- JWP女子プロレス（1999年11月29日 - 2013年1月27日）
- フリー（2013年1月27日 - ）
- YMZ（2014年 - 2025年1月1日）
- ゴキゲンプロレス(2025年5月28日 -)

## 経歴
- 総合格闘家の加藤泰貴が率いる格闘技スクール&フィットネスジム「ロデオスタイル」でトレーニングを積む。その後、JWP女子プロレスに入団。

1999年
- 11月14日、IMPホールにおいて、春山香代子とエキシビションマッチが行われた。
- 11月29日、後楽園ホールにおいて、対春山香代子戦でデビュー。

2000年
- 12月10日、LLPWで他団体に初参戦。倉垣翼とのタッグで青野敬子・和田部美穂組と対戦。和田部のジャーマンスープレックスに屈する。
- 12月25日、NEO女子プロレスに初参戦。タニー・マウスと対戦も、体固めで敗れる。
- 12月29日、JDスター女子プロレスに初参戦。美咲華菜とのタッグで阿部幸江・武藤裕代組と対戦。阿部のジャーマンスープレックスに屈する。

2001年
- 2月4日、I.W.A.JAPANにおいて、他団体選手との初タッグをNEOの元気美佐恵と組み、ラス・カチョーラス・オリエンタレスと対戦。三田英津子の体固めで敗れる。
- 3月4日、Jd'において、山本千歳から初勝利。
- 3月25日、全日本女子プロレスに初参戦。井上貴子の体固めに敗れる。
- 5月1日から4日、大日本プロレス北海道シリーズでマルセラと4連戦も4連敗。
- 6月1日、FMW初参戦で、元川恵美と対戦。バックドロップで敗れる。
- 11月3日、アルシオン初参戦。ミサイルキックで山縣優に勝利。試合後、「JWPをなめんな!」と発言。

2002年
- 6月2日、蛇界転生により、リングネームを「米山蛇織」とする。
- 6月29日、ポイズン澤田JULIEと組んでコマンド・ボリショイ&GAMIが持つJWP認定タッグ王座挑戦。この選手権試合は男子選手による初の同王座挑戦となるが、ボリショイのタイガースープレックスで敗戦。試合後、真人間に戻る。
- 7月6日、金町地区センターにおいて、渡辺えりかとの第10代JWP認定ジュニア王座決定戦を制して同王座獲得。
- 7月20日、桂スタジオでの全女において、春山とのタッグで全日本タッグ王座獲得。
- 11月29日、東京武道館での全女において、全日本シングル王座獲得。

2003年
- 5月29日、金町地区センターにおいて、タニア・トルメンタが持つNWG王座に挑むが、敗れる。

2004年
- 1月25日、東京キネマ倶楽部において、春山とのタッグで第21代JWP認定タッグ王座獲得。

2005年
- 8月23日、第1回「T-1興行」において、T-2マスクとしてT-1マスクと組んでザ・ブラディー、ファング鈴木組と戦う。試合後、ファングによって正体をバラされてマスクを脱ぐ。

2006年
- 2月23日、第2回「T-1興行」において、永島千佳世と戦い、丸め込んで勝利する。試合後、握手を求められるが、ジャーマンで投げられ、蹴りを入れる。
- 8月20日、レッスルエキスポ2006において、希月あおいと組んで、渋谷シュウ、栗原あゆみ組と対戦。希月が栗原のミサイルキックで敗れる。
- 9月9日、アイスリボン初参戦。

2009年
- 7月19日、後楽園ホールにて、さくらと組んでコマンド・ボリショイ&藪下めぐみが持つJWP認定タッグ王座を奪取。
- 9月20日、NEO後楽園大会において、夏樹☆たいようが持つNEO認定ハイスピード王座に挑戦し、米-ZOUで王座獲得。
- 9月21日、アイスリボン板橋大会において、さくらと組んで高橋奈苗&牧場みのりが持つインターナショナル・リボンタッグ王座に挑戦し、王座獲得。

2010年
- 7月18日、高橋奈苗が持つJWP認定無差別級王座選手権で自ら髪の毛を賭けた試合で勝利し、第15代王者となった。マット上で「米山革命」を唱え挑戦者をJWP以外に限定すると宣言。
- 8月1日、NEO女子プロレス後楽園大会でタニー・マウスを米-ZOUで下し初防衛に成功。
- 9月19日、新宿FACEにて、さくら相手にJWP認定無差別王座防衛戦を兼ねた髪切りマッチを決行。ロールスルージャーマンスープレックスでフォールし、2度目の防衛と共に、さくらを丸坊主にした。
- 9月23日、アイスリボン（後楽園、対帯広さやか）&麺プロ2（新木場、対大畠美咲）のダブルヘッダーでJWP認定無差別王座を1日2防衛。
- 10月10日、東京キネマ倶楽部にてAIW・TLW二冠王者ヘイリー・ヘイトレッドと三冠戦を戦うが、両者リングアウト後の時間無制限延長戦も両者KO引き分け。
- 11月3日、ユニオンプロレスのメインイベントでチェリーに勝利し、春山香代子（8度）に次いで福岡晶と並ぶ2位タイとなる6度目のJWP王座連続防衛に成功。
- 11月30日、エスオベーション「Joshi 4 Hope」でヘイリー・ヘイトレッドとのタッグで初代TLW世界女子タッグ王座獲得。
- 12月5日、プロレスリングWAVEでGAMIに勝利し、単独2位となる7度目のJWP王座連続防衛に成功。
- 12月23日、後楽園大会にて田村欣子が持つNEO統一二冠王座との三冠統一戦に挑むが、時間切れ引き分け。三冠統一はならなかったが、JWP王座連続防衛記録で春山の8度に並んだ。
- 12月24日、SMASH「ハプニングEve'」のメインイベントで朱里との防衛戦。JWP無差別新記録となる9度目の防衛に成功。
- 12月31日、年越しプロレス「34団体シンボル物持ち込みランブル」にJWP代表として出場。佐藤光留（パンクラスMISSION）をOTRさせ初代世界米山級ベルト獲得。最終的には剣舞（みちのくプロレス）の斬殺でOTR。なお、この興行では第0試合として行われた「19時女子プロレス」提供試合にも出場している。

2011年
- 1月16日、東京キネマ倶楽部にてヘイトレッドとのタッグ「クィーンズレボリューション」でデイリースポーツ認定女子タッグ王座に挑戦。春山に片エビ固めで敗れ王座奪取ならず。この試合は「JWPタッグリーグ・ザ・ベスト2011」開幕戦も兼ねていた。
- 3月21日、OSAKA女子プロレスMアリ大会で、下野佐和子をダイビング延髄ニーからの片エビ固めで破り、JWP無差別級王座10度防衛。
- 4月3日、後楽園ホールでLeonとJWP無差別級王座とハイスピード王座の2冠戦を行う。JWP王座防衛戦としては初めて団体内選手を相手とするが、敗戦し王座陥落。
- 4月11日、下顎骨骨折のため欠場に入る[1]。
- 6月26日、大阪IMPホール大会で復帰。
- 7月10日、東京キネマ倶楽部大会終了後、年内での引退を表明。
- 10月10日、初の自主興行「よねやまつり」を東京キネマ倶楽部で開催。最初で最後の顔合わせとなる神取忍と三番勝負。
- 11月13日、クイーンズレボリューションでJWP二冠タッグを獲得し、TLWとの三冠王座統一に成功。
- 12月12日から15日、自主興行「よねやマニア」をイサミレッスル武闘館で開催。14日の同所で開かれるアイスリボンにも参戦。
- 12月23日後楽園大会で、引退試合後の引退セレモニーでの引退撤回騒動。詳細は後述。

2012年
- 2月12日、JWPキネマ大会に来場し、私物のフリーマーケットを開いた、さくらにタイ行きを提案された際にJWPへの入団を逆提案。4月22日のJWP後楽園大会で「（さくらえみ）JWP入団」コントラ「（米山）タイ行き」のコントラ・マッチが組まれる。
- 4月22日、「JWP入団・コントラ・タイ行きマッチ」で、さくらに31秒で秒殺され、共にタイで活動することが確定した。
- 5月4日、さくらとのタッグでJWPタッグ二冠王座奪取。
- 5月16日、新団体「プロレスリング我闘雲舞」PRのためバンコクMBKセンターでさくらとシングル。
- 9月14日、我闘雲舞市ヶ谷大会でさくら、米山、モーリー、中森華子の4人でユニット「ハートムーブ系リフォーム」を結成。
- 10月21日、JWP博多スターレーン大会でJWP認定無差別級選手権に挑戦するも王者春山に敗れて、次の挑戦者が、さくらに決まる（さくらは11月4日に春山に勝利して新王者となった）。

2013年
- 1月6日、板橋大会において試合後、退団を発表。期日は追って発表されるが、13・14日の北千住2daysは出場が決まっているためそれ以降になる。去就についても我闘雲舞への移籍も否定していないが[2]、その可能性はさくらが後日否定した。
- 1月13日、27日の新宿FACE大会が所属として最後の大会となることが発表された。出場が決まっていた2月17日の大阪大会はフリーとして参戦。
- 1月27日、昼のJWP新宿大会にて所属最後の試合としてモーリー&中森のHMKトリオでボリショイ&中島安里紗&華名と対戦。夜の我闘雲舞市ヶ谷大会がフリーとしての初戦となる。
- 2月3日、スターダム新木場大会に乱入し、参戦を表明。
- 2月13日、ユニオン新木場大会にて新設される女子王座のデザイン案と命名権を懸けた試合で勝利し、権利を獲得。
- 3月3日、スターダム新木場大会で夏樹☆たいようが持つハイスピード王座に挑戦するが、敗れる。
- 3月10日、ユニオン横浜大会にて自身が命名したユニオン認定Fly to Everywhereワールドチャンピオンシップをチェリーと争い勝利。初代王座獲得。
- 6月2日、スターダム後楽園大会でハイスピード王座に再挑戦し、奪取に成功。その後敗れる。

2014年
- 2013年に結成したゲリラライブなどを行うYMZ（よねやまどかだぜ!）名義で興行を行っている。主に我闘雲舞、スターダム、OZアカデミー女子プロレスに参戦中。我闘雲舞では、よねやまどか、スターダムでは初日の出仮面と双方の友達で組むトモダチメイニア・OZアカデミーではダイナマイト関西とタッグチーム「ダイナマイトよねちゃん」を結成。
- 8月10日、たわしーずvsトモダチメイニアの敗者ユニット解散マッチとなったアーティスト・オブ・スターダム王座の挑戦が決定。最終兵器倉垣翼を投入し最後は米山が脇澤を丸め込み勝利しトモダチメイニアの解散を阻止する。

2015年
- 4月11日、みちのくプロレスで活動中のムーの太陽に入信。入信理由は引退撤回時マスターから年賀状で励ましの言葉をもらったから。
- 8月16日、引退撤回後初のJWPに参戦。PURE-PLUM スペシャル6人タッグマッチにて引退を控えた春山香代子とラビット美兎&ライディーン鋼のタッグを相手に倉垣翼&ダイナマイト関西とのタッグで対戦。
- 12月22日、我闘雲舞板橋大会で、DJニラが持つIWA三冠統一王座に挑戦して勝利。王座を奪取した[3]。

2018年
- 12月2日、OZアカデミー後楽園ホール大会にて、OZアカデミー認定タッグ王座を、世志琥&山下りな組から、松本浩代とのタッグチーム「獣友」で奪取して第29代王者となる。

2019年
- 5月6日、スターダム新木場大会にDEATH山さん。が登場し、木村花率いるユニット「TOKYO CYBER SQUAD」（TCS）に加入[4]。

2020年
- 10月7日、スターダム出場時のリングネームをTCSの解散とSTARSへの加入に伴いゴキゲンです☆に改名し、里歩とのタッグで第10回GODDESSES OF STARDOMに出場することを発表[5]。

2021年
- 3月20日、PURE-J板橋グリーンホール大会でLeonを下しPURE-J認定無差別級王座を奪取。試合後「すべてのシングルマッチにベルトを懸ける」と宣言し、翌日のYMZ興行で大空ちえ相手に初防衛に成功。
- 4月4日、昼のOZアカデミー後楽園大会で優宇とのコンビでOZアカデミー認定タッグ王座を奪取。夜のスターダム横浜武道館大会では最後に敗れた選手が相手のユニットに強制加入するルールのイリミネーションマッチに敗れ大江戸隊に強制加入。リングネームをゴキゲンです☆からフキゲンです★に変更した[6]。

2022年
- 4月15日、『後楽園ホール60周年還暦祭』に6人タッグマッチで出場[7]。
- 5月28日、大田区総合体育館で行われたSWA世界選手権における岩谷麻優 vs フキゲンです★の対戦ではジャーマンスープレックスや、ムーンサルトプレスを見せるなどして、観客を沸かせた。

2024年
- 8月7日、前々日の試合中に左膝前十字靭帯断裂の負傷を負い、一年程度の長期欠場を発表した[8]。なお、YMZの発表済み大会は予定通り開催される[9]。
- 11月29日、新宿FACE「米山香織デビュー25周年記念大会」で復帰。

2025年
- 2月5日、スターダム「NEW BLOOD 18」大会に米山香織として参戦[9]。
- 3月19日および27日、スターダム「NEW BLOOD」大会（19、20）に梨杏とタッグで出場。[10]
- 5月28日ゴキゲンプロレスを旗揚げ[11]

## 得意技
スノーボードスプラッシュ
ダイビング千豚♪
ダイビングセントーンと同型。
リロールジャーマン
ぐるんちょ
ローリングバッククラッチと同型。
米-ZOU
米-ZOU改
千豚

## 入場曲
- 初代 : CP time（MISTAKEN IDENTITY）
- 2代目：Come'n Get Me（Solid Base）
- 3代目 : 米山です。

## タイトル歴
全日本女子プロレス
- 全日本シングル王座（第35代）
- 全日本タッグ王座（第32代）（パートナーは前村早紀）

大日本プロレス
- BJW認定女子王座（第3代）

JWP女子プロレス
- JWP認定無差別級王座（第15代）
- JWP認定タッグ王座（第21代、第23代、第32代、第37代、第39代）（パートナーは春山香代子→闘獣牙Leon→さくらえみ×2→ヘイリー・ヘイトレッド）
- JWP認定ジュニア王座（第10代）

DDTプロレスリング
- アイアンマンヘビーメタル級王座（第199代）

アイスリボン
- インターナショナルリボンタッグ王座（第6代）（パートナーは、さくらえみ）
- トライアングルリボン王座（第46代、第49代）

TLW
- TLW世界女子タッグ王座（初代）（パートナーはヘイリー・ヘイトレッド）

ユニオンプロレス
- ユニオン認定Fly to Everywhereワールドチャンピオンシップ（初代）

スターダム
- アーティスト・オブ・スターダム王座（第5代）（パートナーは初日の出仮面&倉垣翼）
- ハイスピード王座（第2代、第6代、第17代）

I.W.A.JAPAN
- IWA三冠統一王座（第8代）

OZアカデミー女子プロレス
- OZアカデミー認定無差別級王座(第25代)
- OZアカデミー認定タッグ王座（第24代、第29代、第33代）（パートナーは倉垣翼（24代）、松本浩代（29代）、優宇（33代））

プロレスリングWAVE
- WAVE認定タッグ王座（第18代）（パートナーはチェリー）

PURE-J
- PURE-J認定無差別級王座（第8代）
- デイリースポーツ認定女子タッグ王座（第5代、第10代、第12代、第28代、第37代）（パートナーはさくらえみ（5代）→ヘイリー・ヘイトレッド（10代）→さくらえみ（12代）→関口翔（28代）→Leon（37代））

ワールド女子プロレス・ディアナ
- W.W.W.D世界エリザベス王座（第7代）
- W.W.W.D認定世界タッグ王座（第18代）（パートナーは小林香萌）

## キャラクターについて

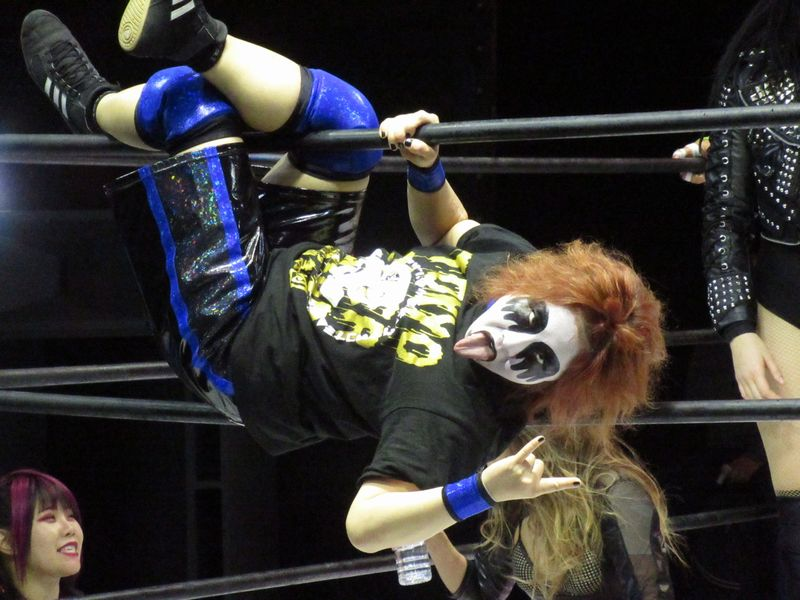
DEATH山さん。

「DEATH山さん。」、「ゴキゲンです☆」、「フキゲンです★」など多彩なキャラクターを演じるが、どのキャラクターも「米山香織」であるとは記されていない。公式な選手紹介の例でも直近で演じているフキゲンです★と米山は同一人物と紹介されてはおらず、スターダム内では「フキゲンです★は宇宙から来た宇宙人」であると語っており、プロフィールの多くが不明とされておりリングコールでも「身長体重不明」とコールされているが、なぜかプロフィール欄では身長体重のみ公開されていたりする。
フキゲンです★
スターダムの大江戸隊/H.A.T.E.に所属しているヒールレスラーで、基本的に常に不機嫌で「デース」という言葉しか発しない。両手の親指と小指を立てるハンドサインを掲げると共に「デース」と叫ぶ挨拶をする。元々、大江戸隊における「小波のペット」という立ち位置で首輪を鎖に繋がれて入場していたが、小波がユニットを離れた後もこのギミックを忠実に守って常に入場時は鎖を首輪に着けて入場していた。主に「東スポ（時々、週刊プロレス）」を凶器として使用しているが、時折レフェリーを自身の代わりに技を掛けさせる武器として使用することがある。コーナーに据えた敵選手に対してリング中央で「デース・デース・フキゲンデース」と叫びながらポージングをしてから走り出す串刺しボディアタックや「ブレーンバスター・デース」と叫んでから投げる予告ブレーンバスターを使用するが相手に技がバレてやり返されることが多い。

## 米山革命
2010年7月18日、JWP所属時代にJWP無差別級王座を獲得した米山はリングで「米山革命」を宣言してJWP低迷脱却を目指した。米山はJWP王座の価値を高めるため挑戦者をあえてJWP所属選手以外に限定してアウェーにも積極的に乗り込んでいる。中でも9月19日、新宿FACE大会での、さくらえみとの2度目の防衛戦は、さくらからの提案で1980年代から1990年代にかけて盛んに行われていた「髪切りマッチ」となり、さくらを丸坊主になった。また9月23日には1日2防衛を果たして6度目の防衛戦はユニオンプロレスなる男子中心のプロレス団体で、それも旗揚げ5周年記念大会でメインイベントに抜擢されるなど女子プロレス界では異例づくしのチャンピオンロードを歩み遂には春山香代子の持つ防衛記録を更新している。一方、米山革命は他のJWP所属選手にも影響を与えている。主なものとして
- コマンド・ボリショイによるアイスリボンの至宝ともいうべきICE×60王座（現：ICE×∞王座）を奪取（8月27日、19時女子プロレスでの対みなみ飛香戦）。
- 倉垣翼と男子ヘビー級選手のシングルマッチ（10月24日、シアター1010大会での対石川修司戦）。
- Leonの獅子の穴。

がある。米山革命を機にJWP全体で女子プロレスの活性化を図る動きが盛んになった。しかし、この米山革命に批判の声もあった。2011年3月21日、OSAKA女子プロレス大阪ミナミ ムーブ・オン アリーナ大会で下野佐和子と防衛戦を行う事に対して3月2日の会見でLeonが異論を唱えて4月3日の米山とのシングル戦をタイトルマッチにする事を要求。その際に米山は「獅子の穴」興行（同日、板橋グリーンホール）の成果など条件を提示して満たせば考えるとコメント。その板橋グリーンホール大会でLeonは条件を満たした事でタイトルマッチが実現。3月11日に発生した東北地方太平洋沖地震（東日本大震災）も少なからず影響を与えている。

## 引退撤回騒動
2011年12月23日、昼に開催した後楽園ホール大会での春山香代子戦をもって引退するはずだった米山が、引退セレモニーの10カウントゴングの途中で中断。泣き崩れながら「辞めたくない」と自身の気持ちを吐露したものの、「もう引き返せない」としていたが、ブル中野から自身の引退興行のオファー状を受け取ってしまい、最終的には引退撤回という前代未聞の騒動を起こした。引退直前となる、12月に初の海外遠征を経験。帰国後は12日間で17試合というタイトスケジュールで戦い続け「今までよりプロレスが大好きになっちゃった」と引退を悩んでおり、試合前の記者会見では春山から「引退したくないでしょ」と諭されていた。大会翌日、引退撤回を重く受け止めボリショイと米山が記者会見を開き、引退発表から引退試合までのJWP全興行のチケット払い戻し、本人から退団の意向を受けるが団体側は拒否したことを発表した。
これにより、引退ロードのチケット払い戻しなど会社に損害を与える結果となった。また、この騒動の影響で大会終了時間が大幅に押して夜に開催される新日本プロレスのリング搬入・設営が遅れる事態に発展。新日本所属の永田裕志やこの日、新日本に参戦したKAIENTAI DOJOのTAKAみちのく代表(当時)等がJWP及び米山を糾弾。JWPの引退スキームの整備が行われることとなった。2021年12月23日、新木場にて「米山香織引退撤回から丸10年」と題した興行を開催。引退撤回時に鳴らされなかった4カウントゴングを鳴らす事を予定していたが、米山の意思により中止し、椅子取りゲームを開催した。

## エピソード
- 父親の米山俊光は武術心体バランス研究会光武会の代表を務めている[20]。
- タイ料理が好物で特にグリーンカレーを好んでいる。
- Leonはアルシオン時代から米山をライバルとしており、米山が所属していたJWP女子プロレスに入団していた。なお、米山もアルシオンの新人テストを受けていたが落選している[21]。
- さくらえみとはFMWに参戦した頃からの親友であり、さくらが設立したアイスリボンにレギュラー参戦していた。
- 新北京プロレスに中国の親戚だというヨネヤマカオ・リーが参戦していた。

## トモダチメイニア
スターダムでアーティスト・オブ・スターダム王座に挑戦した際に米山と初日の出仮面の、よね日の出を筆頭にしたタッグチーム。パートナーは米山と初日の出仮面の双方の友達限定。
- 米山香織
- 初日の出仮面
- 倉垣翼
- 帯広さやか
- ケリー・スケーター

## ゴキゲンプロレス
ゴキゲンプロレスは、プロレス興行の開催やYouTubeで活動しているプロレスプロモーションユニット。正式名称はYMZゴキゲンなプロレス（ワイ・エム・ズィー・ゴキゲンなプロレス）。「Z」は「ゼット」とは読まない。

### 特徴
- 米山が中心になって興行を開催しているが自主興行ではなく団体や組織でもないと公言している。
- ライヴや選手へのオファーなどは事前予告無しに行うゲリラオファーという独自の方法を多用して、その大半をYouTubeで映像公開している。
- 老若男女、動物、物でも条件が合えばYMZに入れる。性別や団体の垣根もない。
- 引き分けになった場合は相撲マッチ、柔道マッチ、剣道マッチ、お絵かき、じゃんけん、しりとり、などのどれかによる3本勝負で決着をつけることがある。決着がついてても選手の発案により行われることが多く2本先取しても大逆転ボーナスポイントつきで3本目が行われることも珍しくない[22]。
- 2014年から毎年1月1日に最も日の出の時間が早い犬吠埼で初日の出の時刻6時51分に合わせて初日の出仮面を中心とした「初日の出プロレス」を開催している。

### 歴史
- 2013年10月、プロレスリング我闘雲舞に参戦していた米山香織と円華がユニット「YMZ」を結成。
- 11月21日、旗揚げ戦「YMZ KAORism Vol.1」を開催。
- 2014年1月1日、初日の出仮面がデビュー。
- 6月21日、びぃがデビュー。
- 2015年1月1日、瑛翔がデビュー。
- 4月12日、YMZマスク2号がデビュー。
- 2023年7月28日、松澤さんがゴキゲンファイターとしてYMZ所属になる[23]。
- 2025年、運営会社の変更に伴いゴキゲンプロレスの名称で再スタート。5/28に旗揚げ予定。その間も（仮）として活動を行う[24][25]。

### メンバー
- 米山香織（リーダー）
- 新納刃
- 初日の出仮面
- YMZマスク2号
- 高校生びぃ
- 瑛翔
- 松澤さん

### スタッフ
- みならい・いー子（リングアナウンサー）
- F美（受付担当）
- ミスターS（WEB担当）
- マサキ（映像担当、音楽担当）

### フリー、他団体参戦選手

#### 女子選手
- アイガー
- 朱崇花
- 五十嵐乃愛
- 石橋葵
- 帯広さやか
- 加藤悠
- カルロス天野
- 上林愛貴
- 倉垣翼
- 「ことり」
- コマンド・ボリショイ
- 志田光
- 関口翔
- チェリー
- バンビ
- ぼーそー☆ほってぃー
- 真琴
- 松本浩代

#### 男子選手
- 青木篤志
- 阿部史典
- 梶トマト
- GENTARO
- GO浅川
- 木高イサミ
- 小谷直之
- PSYCHO
- 佐藤光留
- 下村大樹
- 関根龍一
- 谷嵜なおき
- 田村和宏
- タンク永井
- 十嶋くにお
- CHANGO
- 初日の出仮面（男）
- 初日の出趙雲
- ヒロ・トウナイ
- ベストストレッチマンV3
- 本田アユム
- ましもん
- マスクドCoCo壱
- 卍丸
- 南野タケシ
- 宮本裕向
- めんそ〜れ親父
- 最上九
- ヤス・ウラノ
- 山下金吾
- ユーマ24
- ロッキー川村

### 試合会場
YMZ道場
東京都葛飾区にあるYMZの道場。
西新井大師西スタジオ
東京都足立区西新井にあるプロレス興行、イベント、舞台、各種撮影ができるスタジオ。
ロデオスタイル
神奈川県横須賀市船越町にある格闘技スクール&フィットネスジム。